# Ackerschnecken
Die Nacktschnecken-Familie der Ackerschnecken, auch Kleinschnegel genannt, (lat. Agriolimacidae) gehört zur Ordnung der Lungenschnecken (Pulmonata). Sie stellen die größte Familie der Nacktschnecken dar.

## Merkmale
Die meisten Arten aus der Familie der Ackerschnecken sind klein bis mittelgroß. Exemplare der Gattungen Mesolimax und Krynickillus stellen mit bis zu 60 mm Körperlänge die längsten Arten dar. Der Mantel ist bei den Ackerschnecken relativ groß und nimmt etwa ein Drittel der Körperlänge ein. Bei den Arten der Gattung Megalopelte bedeckt der Mantel sogar fast die gesamte Oberfläche des Tieres. Das Atemloch sitzt median oder annähernd median. Der Mantel direkt um das Atemloch ist etwas erhaben. Die Oberfläche der Ackerschnecken ist mit konzentrisch angeordneten beweglichen Falten überzogen. Es ist noch ein kleines Schalenplättchen (Rest des Schneckengehäuses) im Mantel erhalten.
Der Fuß der Ackerschnecken ist nur am Ende kielförmig ausgebildet. Das Atemloch befindet sich in der hinteren Hälfte des Mantelschildes und ist relativ klein ausgebildet.

## Vorkommen und Verbreitung
Die Arten der Familien bewohnen vielfältige Lebensräume, meist werden feuchte Biotope bevorzugt, einige Arten leben jedoch auch in ausgesprochen sommertrockenen Gebieten. Die Mehrzahl der Arten frisst bevorzugt frisches Pflanzenmaterial. Die Verbreitung der Familie war ursprünglich paläarktisch mit einem Schwerpunkt der Diversität im Mediterrangebiet und in der Region um das Schwarze Meer. Allerdings sind heute einige Arten nahezu weltweit verschleppt worden.

## Schadwirkung
Unter zu den Ackerschnecken zählenden Arten sind viele synanthrope, d. h. an den Menschen angepasste Arten, die oft als Schädlinge eingestuft werden. De facto sind es jedoch nur wenige Arten, die tatsächlich auch finanziell zu bemessende Schäden verursachen (können), wie z. B. die Genetzte Ackerschnecke (Deroceras reticulatum). Sehr problematisch können auch die aus ihrem ursprünglichen Verbreitungsgebiet in andere Lebensräume verschleppten Arten sein, da dort deren natürliche Feinde oft fehlen.

## Systematik
Die Familie Agriolimacidae wird nach Hausdorf in zwei Unterfamilien unterteilt, wobei die Unterfamilie Mesolimacinae monotypisch ist und nur die Gattung Mesolimax mit zwei Arten enthält. Die Mehrzahl der Gattungen mit derzeit zusammen über 60 Spezies wird in die Unterfamilie Agriolimacinae gestellt. 
- Familie Ackerschnecken (Agriolimacidae Wagner, 1935)
  - Unterfamilie Agriolimacinae Wagner, 1935
    - Gattung Deroceras Rafinesque, 1820 (wird von Schileyko in 5 Untergattungen unterteilt: D. (Deroceras) Rafinesque, 1820, D. (Nipponolimax) Yamaguchi & Habe, 1955, D. (Plathystimlus) Wiktor, 1973, D. (Agriolimax) Mörch, 1865 und D. (Liolytopelte) Simroth, 1901), mit derzeit 53 Arten
    - Gattung Furcopenis Castillejo & Wiktor, 1983, mit zwei Arten (eine Art?)
    - Gattung Krynickillus Kaleniczenko, 1851 (wird von Schileyko in zwei Untergattungen unterteilt: K. (Krynickillus) Kaleniczenko, 1851 und K. (Toxolimax) Simroth, 1899), mit zusammen drei Arten
    - Gattung Lytopelte Boettger 1886, mit einer Art
    - Gattung Megalopelte Lindholm, 1914, mit einer Art

  - Unterfamilie Mesolimacinae Hausdorf, 1998
    - Mesolimax Pollonera, 1888, mit zwei Arten

In der kladistischen Gliederung der Limacoidea sind nach Hausdorf die Agriolimacidae die Schwestergruppe der Limacidae (Schnegel).
|  | Boettgerillidae                                              |
|  |                                                              |
|  | \| \| Limacidae \| \| \| \| \| \| Agriolimacidae \| \| \| \| |
|  |                                                              |
|  | Limacidae                                                    |
|  |                                                              |
|  | Agriolimacidae                                               |
|  |                                                              |

|  | Limacidae      |
|  |                |
|  | Agriolimacidae |
|  |                |

|  | Boettgerillidae                                              |
|  |                                                              |
|  | \| \| Limacidae \| \| \| \| \| \| Agriolimacidae \| \| \| \| |
|  |                                                              |
|  | Limacidae                                                    |
|  |                                                              |
|  | Agriolimacidae                                               |
|  |                                                              |

|  | Limacidae      |
|  |                |
|  | Agriolimacidae |
|  |                |